# Charles Gordon (Filmproduzent)
Charles Andrew Gordon (* 13. Mai 1947 in Belzoni, Mississippi; † 31. Oktober 2020 in Los Angeles, Kalifornien) war ein US-amerikanischer Filmproduzent und jüngerer Bruder des Filmproduzenten Lawrence Gordon.

## Leben
Charles Andrew Gordon begann seine Karriere als Filmagent und versuchte sich als Drehbuchautor und Fernsehproduzent. So schrieb er fünf unterschiedliche Serienkonzepte, von denen drei Anfang der 1980er Jahre in Produktion gingen. Anschließend wurde er Filmproduzent und konnte gemeinsam mit seinem älteren Bruder Lawrence Gordon so erfolgreiche Filme wie Stirb langsam 2, Waterworld und Hitman – Jeder stirbt alleine produzieren. Für das Drama Feld der Träume erhielt er gemeinsam mit seinem Bruder 1990 eine Oscarnominierung für den Besten Film.
Seit 1970 war Charles Gordon mit der Castingdirektorin Lynda Gordon verheiratet, mit der er drei gemeinsame Töchter hatte, wovon eine die Filmproduzentin Kate Gordon ist. Gordon verstarb infolge einer Krebserkrankung im Cedars-Sinai Medical Center im Kreise seiner Familie. Er wurde 73 Jahre alt.

## Filmografie (Auswahl)
- 1983: Lone Star
- 1986: Die Nacht der Creeps (Night of the Creeps)
- 1988: Scout Academy (The Wrong Guys)
- 1988: Stirb langsam (Die Hard)
- 1989: Feld der Träume (Field of Dreams)
- 1989: Lock Up – Überleben ist alles (Lock Up)
- 1989: Mein Partner mit der kalten Schnauze (K-9)
- 1990: Stirb langsam 2 (Die Hard 2: Die Harder)
- 1991: Ein Vermieter zum Knutschen (The Super)
- 1991: Rocketeer (The Rocketeer)
- 1992: Fatale Begierde (Unlawful Entry)
- 1995: Waterworld
- 1997: No Night Stand (Trojan War)
- 1999: October Sky
- 2004: The Girl Next Door
- 2007: Hitman – Jeder stirbt alleine (Hitman)
- 2015: Hitman: Agent 47

## Auszeichnungen
Oscar
- 1990: Nominierung für den Besten Film mit Feld der Träume

Goldene Himbeere
- 1990: Nominierung für den Schlechtesten Film mit Lock Up – Überleben ist alles
- 1996: Nominierung für den Schlechtesten Film mit Waterworld